# Jürgen Röber
Hans-Jürgen Röber (* 25. Dezember 1953 in Gernrode, Kreis Quedlinburg) ist ein ehemaliger deutscher Fußballspieler und -trainer sowie -funktionär. Vom 1. Juli 2017 bis zum Mai 2020 war er Sportdirektor beim belgischen Klub Royal Excel Mouscron.

## Als Spieler

### Vereine
Nachdem er 1956 aus der DDR nach Bertlich im Kreis Recklinghausen gelangt war, erlernte Röber von 1963 bis 1967 das Fußballspielen beim heimatlichen SuS Bertlich. Anschließend und umzugsbedingt setzte er das vereinsbezogene Fußballspielen beim FC Zons im Kreis Grevenbroich fort und gelangte nach seiner Jugendzeit über die Verbandsligisten CfB Ford Niehl und TuS Lingen zum Bundesligisten Werder Bremen. In der Bundesliga debütierte Röber am 4. Oktober 1974 (7. Spieltag), als er in der 72. Minute für Urban Klausmann beim 0:0-Unentschieden im Heimspiel gegen Fortuna Düsseldorf eingewechselt wurde. Sein erster Treffer war der einzige für Werder Bremen am 1. April 1975 (26. Spieltag) beim Auswärtsspiel in Offenbach; das Spiel ging mit 1:5 verloren. Nach sechs Jahren an der Weser spielte Röber noch für zwei Mannschaften in der Bundesliga und für eine in der 2. Bundesliga sowie für zwei im Ausland. Nach 14 Einsätzen beim FC Bayern München, für den er in der Saison 1980/81 spielte und mit ihm seinen einzigen Titel gewann, wechselte Röber für ein halbes Jahr nach Kanada zu den Calgary Boomers. Es folgte eine Spielzeit in England bei Nottingham Forest, bevor er nach Deutschland zu Bayer 04 Leverkusen zurückkehrte. Nach vier Spielzeiten beim Werksclub war er noch fünf Spielzeiten für den Zweitligisten Rot-Weiss Essen aktiv. Röber bestritt 303 (75 Tore) Erst- und 104 (17 Tore) Zweitligaspiele.

### Nationalmannschaft
Röber bestritt drei B-Länderspiele und gab sein Debüt am 7. Oktober 1977 in Bremen beim 1:0-Sieg über Italien. Weiterhin spielte er am 15. November 1977  beim 4:0-Sieg über die Schweiz in Kaiserslautern und am 10. Oktober 1978 bei der 1:2-Niederlage gegen die Tschechoslowakei in Pilsen.

## Als Trainer
Röbers Trainerkarriere begann bei Rot-Weiss Essen, wo er von 1987 bis 1991 Co-Trainer und bis 1993 hauptverantwortlicher Trainer war. Nach erfolgtem Lizenzentzug 1991 und Zwangsabstieg aus der 2. Bundesliga gewann er 1992 mit seiner Mannschaft die Deutsche Amateurmeisterschaft und kehrte 1993 in die 2. Bundesliga zurück. Ein Angebot aus der Bundesliga führte zum Ende seiner Zeit in Essen. die Mannschaft stand seinerzeit im Halbfinale des DFB-Pokals und auf Platz elf in der Liga. Unter seinem Nachfolger Wolfgang Frank unterlag RWE im Pokalfinale gegen Werder Bremen mit 1:3 und stieg als Vorletzter wieder in die Drittklassigkeit ab. Röber blieb in Essen in guter Erinnerung und wurde 2007 von den Fans des Klubs zum Trainer des Jahrhunderts gewählt.
Am 15. Dezember 1993, nur zwei Tage nach der Essener Vertragsauflösung, setzte er seine Trainertätigkeit beim Bundesligisten VfB Stuttgart bis 25. April 1995 fort. Er übernahm den VfB als Tabellenvierzehnten von Christoph Daum und beendete die Saison als Siebter. In der folgenden Saison blieb der erhoffte Erfolg aus, und Röber wurde nach dem 27. Spieltag durch Jürgen Sundermann ersetzt, mit dem der VfB am Saisonende Platz 12 belegte.
Vom 1. Januar 1996 bis 6. Februar 2002 betreute er den Berliner Verein Hertha BSC, den er zur Saison 1997/98 in die Bundesliga und 1998/99 mit dem dritten Tabellenplatz in die Champions League führte. Am 4. März 2003 – nach mehr als einem Jahr ohne Trainertätigkeit – übernahm er den VfL Wolfsburg, bei dem er seinen Posten allerdings am 4. April 2004 räumen musste. Vom 6. Oktober 2005 – dem Tag der Vorstellung als Nachfolger von Vladimir Vermezović – bis zum 11. Mai 2006 (dem Tag seiner Entlassung, mit der Begründung, nur Zweiter geworden zu sein) betreute er Partizan Belgrad.
Vom 19. Dezember 2006 bis 12. März 2007 war er bei Borussia Dortmund unter Vertrag. Obwohl das Vertragsverhältnis bis Ende der Saison galt, trat Röber wegen anhaltender Erfolglosigkeit bereits nach acht Spielen mit nur zwei Siegen zurück. Vom August 2008 bis zum Mai 2009 betreute Röber gemeinsam mit Bruno Akrapović den russischen Erstligisten Saturn Ramenskoje, wurde aber nach nur einem Sieg in der Saison 2009 entlassen.
Ab Juli 2009 trainierte er den türkischen Hauptstadtverein Ankaraspor, der nach Beschluss des Türkischen Fußballverbands vom 15. September 2009 jedoch in die Zweite Liga absteigen musste. Grund waren unrechtmäßige Absprachen zwischen Ankaraspor und MKE Ankaragücü. Ende Dezember 2009 trat Röber aufgrund dieser Affäre von seinem Amt zurück. 2011 beendete er seine Trainerkarriere.
Nach sechs Jahren kehrte Jürgen Röber im Juli 2015 als Sportdirektor zu seinem alten Club Ankaraspor zurück, der nunmehr unter dem Namen Osmanlıspor FK firmiert und in der Saison 2014/15 den Wiederaufstieg in die Süper Lig perfekt machte.
Vom 1. Juli 2017 bis zum Mai 2020 war er Sportdirektor beim belgischen Erstligisten Royal Excel Mouscron in der Jupiler Pro League.

## Erfolge
- Deutscher Meister 1981 als Spieler (mit dem FC Bayern München)
- Deutscher Amateurmeister 1992 als Trainer (mit Rot-Weiss Essen)

## Auszeichnungen
- Torschütze des Monats Januar 1979, März 1984[6][7]